# Lophocampa testacea
Lophocampa testacea là một loài bướm đêm thuộc phân họ Arctiinae, họ Erebidae.